# ザ・ラズベリー・ジャムズ
『ザ・ラズベリー・ジャムズ』（The Raspberry Jams）は、アメリカ合衆国のギタリスト、ジェイソン・ベッカーが1999年に発表したコンピレーション・アルバム。1987年から1992年に録音されたデモ音源が収録されている。
大部分の曲ではベッカー自身が全パートを演奏またはプログラミングしたが、「ブラック・スタリオン・ジャム」ではマーティ・フリードマンもギターを弾いており、また、「ビートル・グラブス」と「ボーカル・シリネス」には実弟のエーレン・ベッカーが参加した。
Greg Pratoはオールミュージックにおいて5点満点中3.5点を付け「スティーヴ・ヴァイやジョー・サトリアーニ風のギター・ヒーローのファンなら、恐らく『ザ・ラズベリー・ジャムズ』も楽しめることだろう」と評している。

## 収録曲
特記なき楽曲はジェイソン・ベッカー作曲。
1. ベッカー-オラ "Becker-Ola" – 3:50
2. マンディズ・スロッピング・リトル・ハート "Mandy's Throbbing Little Heart" – 1:22
3. アマ "Amma" – 0:46
4. 星に願いを "When You Wish Upon a Star" (Ned Washington, Leigh Harline) – 1:54
5. ジェイシン・ストリート "Jasin Street" – 4:08
6. ビートル・グラブス "Beatle Grubs" – 2:41
7. グリルド・ピープス "Grilled Peeps" – 1:20
8. イフ・ユー・ハフ・トゥ・ショット…ショット-ドント・トーク "If You Have to Shoot...Shoot-Don't Talk" – 5:03
9. パープル・チュアブル・ファーン "Purple Chewable Fern" – 2:37
10. ブラック・スタリオン・ジャム "Black Stallion Jam" (Jason Becker, Marty Friedman) – 3:15
11. アマナス "Amarnath" – 0:36
12. エンジェル・アイズ "Angel Eyes" – 3:12
13. スロート・ホール "Throat Hole" – 1:50
14. ダング・シー・オブ・サムサラ "Dang Sea of Samsara" – 4:24
15. ウルミラ "Urmila" – 2:11
16. サウザンド・ミリオン・サンズ "Thousand Million Suns" – 5:27
17. クリーン・ソロ "Clean Solo" – 3:05
18. トゥ・ファスト、ノー・グッド・フォー・ユー! "Too Fast, No Good for You!" – 0:45
19. スイート・バブーン "Sweet Baboon" – 1:36
20. ショック・ティー "Shock Tea" – 1:07
21. ゴースト・トゥ・ザ・ポスト "Ghost to the Post" – 4:37
22. ブラッド・オン・ザ・トレックス "Blood on the Traches" – 2:11
23. オッドリー・イナフ "Oddly Enough" – 2:07
24. クラッシュ "Crush" – 0:26
25. ボーカル・シリネス "Vocal Silliness" – 0:34